# Гокс-Бей
Гокс-Бей (англ. Hawke's Bay) — містечко в Канаді, у провінції Ньюфаундленд і Лабрадор, назване на честь Едварда Гока, 1-го барона Гока.

## Населення
За даними перепису 2016 року, містечко нараховувало 315 осіб, показавши скорочення на 6,8%, порівняно з 2011-м роком. Середня густина населення становила 6,8 осіб/км².
З офіційних мов обидвома одночасно не володів жоден з жителів, тільки англійською — 315.
Працездатне населення становило 65,4% усього населення, рівень безробіття — 23,5% (35,3% серед чоловіків та 18,8% серед жінок). 97,1% осіб були найманими працівниками.

## Клімат
Середня річна температура становить 2,7°C, середня максимальна – 18,4°C, а середня мінімальна – -15,2°C. Середня річна кількість опадів – 1 045 мм.
| Клімат поселення                              | Клімат поселення | Клімат поселення | Клімат поселення | Клімат поселення | Клімат поселення | Клімат поселення | Клімат поселення | Клімат поселення | Клімат поселення | Клімат поселення | Клімат поселення | Клімат поселення | Клімат поселення |
| Показник                                      | Січ.             | Лют.             | Бер.             | Квіт.            | Трав.            | Черв.            | Лип.             | Серп.            | Вер.             | Жовт.            | Лист.            | Груд.            |                  |
| Середній максимум, °C                         | −4,8             | −5,5             | −0,81            | 5,18             | 10,40            | 15,15            | 18,25            | 18,35            | 13,65            | 8,25             | 3,26             | −2,34            |                  |
| Середня температура, °C                       | −9,65            | −10,35           | −5,64            | 0,32             | 5,58             | 10,30            | 15,30            | 15,39            | 10,67            | 5,26             | 0,31             | −5,29            |                  |
| Середній мінімум, °C                          | −14,51           | −15,19           | −10,52           | −4,53            | 0,73             | 5,45             | 12,32            | 12,42            | 7,72             | 2,31             | −2,65            | −8,25            |                  |
| Норма опадів, мм                              | 111              | 85               | 65               | 51               | 65               | 87               | 103              | 97               | 105              | 98               | 83               | 95               |                  |
| Середньомісячна швидкість вітру, м/с          | 6.30             | 5.90             | 5.80             | 5.40             | 4.88             | 4.67             | 4.40             | 4.57             | 5.16             | 5.55             | 6.05             | 6.46             |                  |
| Середньомісячна сонячна радіація, кДж/м²·день | 3280             | 6396             | 10727            | 14659            | 17687            | 19039            | 18337            | 15416            | 11148            | 6506             | 3544             | 2432             |                  |
| --------------------------------------------- | ---------------- | ---------------- | ---------------- | ---------------- | ---------------- | ---------------- | ---------------- | ---------------- | ---------------- | ---------------- | ---------------- | ---------------- | ---------------- |
| Джерело:                                      |                  |                  |                  |                  |                  |                  |                  |                  |                  |                  |                  |                  |                  |